# Katastrofa lotu Aero Transporti Italiani 460
Katastrofa lotu Aero Transporti Italiani 460 – wypadek lotniczy, który miał miejsce 15 października 1987 roku. Turbośmigłowy samolot ATR 42 należący do linii lotniczych ATI (podwykonawcę Alitalia) wykonujący lot z Mediolanu do Kolonii rozbił się nieopodal miejscowości Conca di Crezzo na północy Włoch. Zginęli wszyscy obecni na pokładzie maszyny – 34 pasażerów i 3 członków załogi. Przyczyną wypadku było oblodzenie skrzydeł. Lód spowodował nierówny przepływ powietrza nad skrzydłami i utratę siły nośnej. Samolot przechylał się raz na lewą, raz na prawą stronę, aż w końcu piloci stracili nad nim kontrolę. Maszyna runęła w dół i niemal pionowo uderzyła w zbocze góry Crezzo, ok. 700 m n.p.m.